# Gumbakių atodanga
Gumbakių atodanga este o arie protejată (sit de importanță comunitară — SCI) din Lituania întinsă pe o suprafață de 1 ha, integral pe uscat.

## Localizare
Centrul sitului Gumbakių atodanga este situat la coordonatele 56°07′50″N 22°48′45″E / 56.1306°N 22.8125°E.

## Înființare
Situl Gumbakių atodanga a fost declarat sit de importanță comunitară în septembrie 2008 pentru a proteja un număr necunoscut de specii din flora spontană și fauna sălbatică aflate în arealul zonei.

## Biodiversitate
Situată în ecoregiunea boreală, aria protejată conține 1 habitat natural: Pante stâncoase silicioase cu vegetație casmofită.
La baza desemnării sitului se află un număr nedeclarat de specii protejate.